# Program Mercury
Svemirski program Mercury (eng. Mercury Program) bio je prvi program svemirskih letova s ljudskom posadom Sjedinjenih Država, aktivan od 1959. do 1963., s ciljem lansiranja čovjeka u zemaljsku orbitu. Let Mercury-Atlas 6 20. veljače 1962. bio je prvi let programa Mercury koji je ostvario taj cilj. Početna istraživanja i razvoj provodila je NACA (National Advisory Committee for Aeronautics), dok je program službeno vodila novoosnovana NASA. Naziv programa dolazi od Merkura, boga antičko rimske mitologije, koji se često smatra simbolom brzine. Merkur je također ime planeta Sunčevog sistema, s najvećom orbitalnom brzinom među planetama sustava, što je također simbol brzine, premda Projekt Mercury nema drugih veza s tom planetom.
Troškovi Programa Mercury bili su oko 384 milijuna američkih dolara, ili oko 2,8 milijardi prema vrijednosti dolara 2008. Maketa kapsule Merkury u razmjeru 1:1 nalazi se u zgradi Tehničkog muzeja u Zagrebu

## Istraživanje i razvoj
7. listopada 1958., T. Keith Glennan, prvi upravitelj NASA-e, odobrio je Projekt Mercury, te je 17. prosinca javno predstavio projekt.
29. prosinca 1958., North American Aviationu dodijeljen je ugovor za izradu pogonskih raketa Little Joe za pokusne letove. Siječnja 1959., McDonnell Aircraft je odabran kao glavni proizvođač letjelice Mercury, te je ugovor za izradu 12 letjelica dodijeljen u veljači. Travnja iste godine, sedam astronauta, poznatih kao Mercury Seven, ili formalno Astronaut Group 1, odabrano je za sudjelovanje u programu Mercury.
Svibnja 1959., North American Aviation je isporučio prve dvije rakete Little Joe, dok u lipnju isporučena raketa Big Joe. U srpnju, predviđeno korištenje raketa PGM-19 Jupiter u programu Mercury je otkazano u korist raketa Atlas. Tijekom listopada General Electric je McDonnellu isporučio prvi toplinski štit određen za instaliranje na prvu letjelicu projekta Mercury. U prosincu, bila je spremna za statičke testove prva raketa za Mercury-Redstone 1, instalirana na poligonu u ABMA-i (Army Ballistic Missile Agency).
Siječnja 1960. NASA je dodijelila Western Electric Company-ju ugovor za Mercuryjevu mrežu praćenja. Vrijednost ugovora je bila preko 33 milijuna američkih dolara. Istog mjeseca, McDonnell 
je isporučio prvu serijsku letjelicu Mercury, manje od godinu dana nakon dodjele formalnog ugovora. 12. veljače, Christopher C. Kraft, Jr. imenovan je šefom koordinacijske grupe Mercuryjevih operacija, te je od njega zatraženo da osmisli temeljni plan misija, od polijetanja s lansirne rampe do povratka. U travnju, prva letjelica je isporučena na otok Wallops Island (Wallops Flight Facility) u Virginiji radi testiranja sustava spašavanja (Launch Escape System). Testiranje je uspješno provedeno 9. svibnja.

## Letjelica
Radi svojih malih dimenzija, 1,7 kubnih metara prostora, letjelica je bila jedva dovoljna za jednog člana posade. U unutrašnjosti je bilo 120 instrumenata: 55 električnih prekidača, 30 detonatora i 35 mehaničkih poluga. Letjelicu su projektirali Maxime Faget i NASA-in Space Task Group.
Tijekom faze lansiranja, letjelica Mercury i astronaut bili su zaštićeni od mogućih zatajenja pogonske rakete sustavom Launch Escape System (LES), koji se sastojao od čvrstog goriva, rakete potiska 231 kN (52 000 lbf) montirane na tornju iznad letjelice. U slučaju odustajanja od lansiranja, LES bi se palio na jednu sekundu i odvojio Mercury i astrounauta od defektne rakete. Letjelica bi se potom spuštala sustavom povratka padobranom (parachute recovery system). Nakon prekida rada pogonske rakete (booster engine cutoff BECO), LES više nije bio potreban te se odvajao od letjelice raketom na čvrsto gorivo potiska 3,6 kN (800 lbf) tijekom paljenja od 1,5 sekunde.
Radi odvajanja Mercuryja od pogonske rakete, letjelica je palila tri male rakete na čvrsto gorivo (posigrade rockets) potiska 1,8 kN (400 lbf) na jednu sekundu.
Letjelica je bila opremljena jedino potisnicima kontrole položaja - nakon ulaska u orbitu i prije paljenja retroraketa nisu mogle mijenjati orbitu. Radilo se o tri grupe automatskih mlaznica visoke i niske snage i odvojene mlaznice na ručno upravljanje - jedna za svaku osovinu (penjanje, rotacija poprečne osi, nagib) napajane pomoću dva odvojena tanka - jedan automatski i jedan manuelni. Pilot je mogao koristiti bilo koji od tri sustava potisnika i napajati ih gorivom iz oba rezervoara radi kontole položaja letjelice.
Dizajn Mercuryja je omogućavao potpunu kontrolu sa zemlje u slučaju da je pilot onemogućen samostalno upravljati.
Letjelica je imala tri retrorakete na čvrsto gorivo potiska 4,5 kN (1000 lbf) koje su se svaka palile na 10 sekundi. Jedna je bila dovoljna da vrati letjelicu na zemlju ako bi druge dvije zakazale. Sekvenca paljenja (poznata kao ripple firing) zahtijevala je paljenje prve rakete, koju je pratilo paljenje druge pet sekundi kasnije, dok je prva još u pogonu. Nakon pet sekundi, palila se treća retroraketa, dok je druga još bila u pogonu.
Na nosu letjelice nalazilo se malo metalno zakrilce nazvano "spoiler". Ako bi letjelica nosom započela povratak u atmosferu (još jedan stabilni položaj letjelice za povratak u atmosferu), strujanje zraka preko "spoilera" preokrenulo bi letjelicu na pravi položaj u smjeru toplinskog štita, tehnikom nazvanom Shuttlecocking. Tijekom povratka u atmosferu, astronaut bi doživio oko 8 g-sila tijekom orbitalne misije, i 11-12 g-sila u podorbitalnoj misiji.
Početni dizajn letjelice predlagao je upotrebu ili berilijskog rashladnog toplinskog štita ili ablativnog toplinskog štita. Opsežna testiranja riješila su dvojbe - ablativni se štit pokazao pouzdanim (toliko da je smanjena početna debljina štita, što je smanjilo ukupnu težinu letjelice), i jednostavnijim i jeftinijim pri proizvodnji (u to doba, berilij je u dovoljnim količinama proizvodila samo jedna kompanija u SAD-u).
NASA je McDonnell Aircraftu iz St. Louisa naručila 20 serijskih letjelica, označenim brojevima od 1 do 20. Pet od dvadeset letjelica, 10, 12, 15, 17, i 19, nije lansirano. dok su brojevi 3 i 4 uništeni tijekom pokusnih letova bez ljudske posade. Letjelica broj 11 je nakon povratka iz svemira potonula u more, te je s dna Atlantskog oceana izvađena nakon 38 godina. Neke su od letjelica modificirane nakon proizvodnje (obnovljene nakon odustajanja od lansiranja, modificirane za duže misije, itd.) te su dobile dodatnu dezignaciju nakon broja, npr. 
2B, 15B. Neke su modificirane dvaput; npr. letjelica 15 postala je 15A i potom 15B. NASA i McDonnell Aircraft izradili su određen broj ne-letnih Mercuryja (boilerplate) uključujući 
mockup/prototipe/replike, od ne-letnih materijala i bez serijskih proizvodnih sustava i hardvera, koji su korišteni za testiranja sustava povratka, tornja za bijeg i raketnih motora.
Formalni pokusi izvršeni su na poligonima u Langleyu i na otoku Wallops korištenjem raketa Little Joe i Big Joe Atlas.

## Pogonske rakete
Program Mercury koristio je tri startne rakete:
- Little Joe - 8 automatskih podorbitalnih letova, 2 s majmunima. Testiranja sustava bijega.
- Redstone - 4 automatska podorbitalna leta, 1 s čimpanzom, 2 podorbitalna leta s ljudskom posadom.
- Atlas - 4 automatska podorbitalna leta, 2 automatska orbitalna leta, 1 s čimpanzom; 4 orbitalna leta s ljudskom posadom.

Little Joe i boilerplate Mercury korišteni su za testiranja tornja za bijeg i procedura odustajanja od lansiranja.
Redstone je korišten za podorbitalne letove, dok je Atlas korišten za orbitalne. Počevši od listopada 1958., rakete Jupiter također su uzete u obzir kao startne rakete za podorbitalne letove programa Mercury, ali su u srpnju 1959. otkazane iz projekta radi ograničenog budžeta. Rakete Atlas zahtijevale su dodatna pojačanja radi veće težine letjelice Mercury u odnosu na nuklearne bojne glave za čija su lansiranja bile dizajnirane. Little Joe je bila raketa na čvrsto gorivo prijektirana isključivo za program Mercury. Razmatrana je i mogućnost korištenja raketa Titan za kasnije misije Mercuryja, ali program je završen prije nego što su te misije došle na red. Titan je korišten za sljedeći NASA-in projekt, Program Gemini
Program Mercury je za samo jedan let koristio i pokusnu raketu Mercury-Scout 1, kojom je lansiran mali satelit s ciljem procjene Mercuryjeve svjetske mreže praćenja. Raketu je radi zatajenja prvog stupnja, nakon 44 sekunde leta, uništio časnik za sigurnost (Range Safety Officer).

## Letovi bez ljudske posade
Program je uključivao 20 automatskih letova, od kojih nisu svi bili predviđeni za svemirske letove, niti su svi bili uspješni u svojim zadanim ciljevima. Četiri su uključivala misije s majmunima, počevši s petim letom (1959.) kada je lansiran rhesus macaque nazvan Sam (prema školi zrakoplovno-svemirske medicine Američkog ratnog zrakoplovstva - School of Aerospace Medicine). Slijedi kompletni popis majmuna svemirskih letača programa Mercury:
- Sam, rhesus macaque, lansiran 4. prosinca 1959. s Little Joe 2 na 85 km visine.
- Miss Sam, rhesus macaque, lansiran 21. siječnja 1960. s Little Joe 1B na 15 km visine.
- Ham, čimpanza, lansiran 31. siječnja 1961. s Mercury-Redstone 2 u podorbitalni let.
- Enos, čimpanza, lansiran 29. studenog 1961. s Mercury-Atlas 5 u 2-orbitalni let.

| Misija              | Raketa               | Pozivni znak | Lansiranje datum    | Lansiranje vrijeme | Trajanje         | Napomene                                                                                |
| ------------------- | -------------------- | ------------ | ------------------- | ------------------ | ---------------- | --------------------------------------------------------------------------------------- |
| Mercury-Jupiter     | Jupiter              | N/A          | N/A                 | N/A                | N/A              | Otkazan srpnja 1959. - Predložena podorbitalna startna raketa za Mercury. Nije letjela. |
| Little Joe 1        | Little Joe           | LJ-1         | 21. kolovoza 1959.  | N/A                | 00d 00h 00 m 20s | Testiranje sustava za bijeg tijekom leta.                                               |
| Big Joe 1           | Atlas 10-D           | Big Joe 1    | 9. rujna 1959.      | N/A                | 00d 00h 13 m     | Testiranje toplinskog štita i spoja Atlas / svemirska letjelica.                        |
| Little Joe 6        | Little Joe           | LJ-6         | 4. listopada 1959.  | N/A                | 00d 00h 05 m 10s | Testiranje aerodinamike i integriteta letjelice                                         |
| Little Joe 1A       | Little Joe           | LJ-1A        | 4. studenoga 1959.  | N/A                | 00d 00h 08 m 11s | Testiranje sustava za bijeg tijekom leta.                                               |
| Little Joe 2        | Little Joe           | LJ-2         | 4. prosinca 1959.   | N/A                | 00d 00h 11 m 06s | Let s majmunom Samom na 85 km visine.                                                   |
| Little Joe 1B       | Little Joe           | LJ-1B        | 21. siječnja 1960.  | N/A                | 00d 00h 08 m 35s | Let s majmunom Miss Sam na 15 km visine (9,3 milja).                                    |
| Beach Abort         | Launch escape system | Beach Abort  | 9. svibnja 1960.    | N/A                | 00d 00h 01 m 31s | Testiranje sustava za odustajanje izvan rampe.                                          |
| Mercury-Atlas 1     | Atlas                | MA-1         | 29. srpnja 1960.    | 13:13 UTC          | 00d 00h 03 m 18s | Prvi let Mercuryja i pogonske rakete Atlas.                                             |
| Little Joe 5        | Little Joe           | LJ-5         | 8. studenoga 1960.  | N/A                | 00d 00h 02 m 22s | Prvi let proizvodne (serijske) letjelice Mercury.                                       |
| Mercury-Redstone 1  | Redstone             | MR-1         | 21. studenoga 1960. | N/A                | 00d 00h 00 m 02s | Poletio 10 cm (4 inča). Smjestio se natrag na rampu radi električnog kvara              |
| Mercury-Redstone 1A | Redstone             | MR-1A        | 19. prosinca 1960.  | N/A                | 00d 00h 15 m 45s | Prvi let Mercuryja i rakete Redstone.                                                   |
| Mercury-Redstone 2  | Redstone             | MR-2         | 31. siječnja 1961.  | 16:55 UTC          | 00d 00h 16 m 39s | Podorbitalni let s čimpanzom Hamom                                                      |
| Mercury-Atlas 2     | Atlas                | MA-2         | 21. veljače 1961.   | 14:10 UTC          | 00d 00h 17 m 56s | Testiranje letjelice Mercury i rakete Atlas.                                            |
| Little Joe 5A       | Little Joe           | LJ-5A        | 18. ožujka 1961.    | N/A                | 00d 00h 23 m 48s | Testiranje sustava za bijeg tijekom najtežih uvjeta lansiranja.                         |
| Mercury-Redstone BD | Redstone             | MR-BD        | 24. ožujka 1961.    | 17:30 UTC          | 00d 00h 8 m 23s  | Razvoj rakete Redstone - pokusni let.                                                   |
| Mercury-Atlas 3     | Atlas                | MA-3         | 25, travnja 1961.   | 16:15 UTC          | 00d 00h 07 m 19s | Testiranje letjelice Mercury i rakete Atlas                                             |
| Little Joe 5B       | Little Joe           | AB-1         | 28. travnja 1961.   | N/A                | 00d 00h 05 m 25s | Testiranje sustava za bijeg tijekom najtežih uvjeta lansiranja.                         |
| Mercury-Atlas 4     | Atlas                | MA-4         | 13. rujna 1961.     | 14:09 UTC          | 00d 01h 49 m 20s | Testiranje letjelice Mercury i rakete Atlas. Kompletirana 1 orbita.                     |
| Mercury-Scout 1     | Scout                | MS-1         | 1. studenog 1961.   | 15:32 UTC          | 00d 00h 00 m 44s | Testiranje Mercury mreže praćenja.                                                      |
| Mercury-Atlas 5     | Atlas                | MA-5         | 29. studenoga 1961. | 15:08 UTC          | 00d 03h 20 m 59s | Dvoorbitalni let s čimpanzom Enosom.                                                    |

## Letovi s ljudskom posadom

### Astronauti
Prvi amerikanci koji su se uputili u svemir odabrani su iz grupe 110 vojnih i pokusnih pilota izabranih radi svojeg letačkog iskustva i radi zadovoljavanja određenih fizičkih karakteristika.
NASA je objavila selekciju njih sedmorice - poznatih kao Mercury Seven - kao astronauta 9. travnja 1959., premda su samo šestorica letjela misijama Mercuryja, nakon što je Slayton prizemljen radi nepravilnog rada srca.
- Malcolm Scott Carpenter, USN (1925.)
- Leroy Gordon "Gordo" Cooper, Jr., USAF (1927. – 2004.)
- John Herschel Glenn, Jr., USMC  (1921.) Prvi Amerikanac u orbiti.
- Virgil Ivan "Gus" Grissom, USAF (1926. – 1967.) Poginuo tijekom testiranja Apollo-a 1
- Walter Marty "Wally" Schirra, Jr., USN (1923. – 2007.)
- Alan Bartlett Shepard, Jr., USN (1923. – 1998.) Prvi Amerikanac u svemiru.
- Donald Kent "Deke" Slayton, USAF (1924. – 1993.) Prizemljen 1962. radi nepravilnog rada srca, vraćen u službu 1972., te je 1975. letio u misiji Apollo-Soyuz.[28]

Počevši s letjelicom Alana Sheparda Freedom 7, astronauti su davali imena svojim letljelicama, te su svi istakli i broj "7" kao priznanje timskom radu svojih kolega astronauta.

#### Mercury 13
Razmatrana je i mogućnost uključivanja žena u Mercuryjev tim astronauta. Odabrano je za treniranja devetnaest žena pilota, trinaest je prošlo, od kojih četiri postiglo rezultate jednake bilo kojem Mercury Seven astronautu. Niti jedna nije nikada letjela s Mercuryjem, jer je program zahtijevao iskustvo vojnih letova; kako tada ratno zrakoplovstvo još nije primalo žene, svih trinaest kandidatkinja je isključeno.
| Misija             | Pozivni znak   | Raketa   | Dezignacija | Pilot     | Lansiranje datum   | Lansiranje vrijeme | Trajanje         | Napomene |
| ------------------ | -------------- | -------- | ----------- | --------- | ------------------ | ------------------ | ---------------- | --- |
| Mercury-Redstone 3 | Freedom 7      | Redstone | MR-3        | Shepard   | 5. svibnja 1961.   | 14:34 UTC          | 00d 00h 15 m 28s | Prvi Amerikanac u podorbitalnom svemirskom letu. |
| Mercury-Redstone 4 | Liberty Bell 7 | Redstone | MR-4        | Grissom   | 21. srpnja 1961.   | 12:20 UTC          | 00d 00h 15 m 37s | Drugi podorbitalni let. Letjelica je potonula prije spašavanja kada su vrata neočekivano eksplodirala.                                              |
| Mercury-Atlas 6    | Friendship 7   | Atlas    | MA-6        | Glenn     | 20. veljače 1962.  | 14:47 UTC          | 00d 04h 55 m 23s | Prvi Amerikanac u zemaljskoj orbiti (ukupno tri orbite). Zadržana grupa retroraketa tijekom povratka u atmosferu radi problema s toplinskim štitom. |
| Mercury-Atlas 7]   | Aurora 7       | Atlas    | MA-7        | Carpenter | 24. svibnja 1962.  | 12:45 UTC          | 00d 04h 56 m 15s | 3 orbite. Sletio 402 km van cilja. Pilot Carpenter zamijenio Dekea Slaytona.                                                                        |
| Mercury-Atlas 8    | Sigma 7        | Atlas    | MA-8        | Schirra   | 3. listopada 1962. | 12:15 UTC          | 00d 09h 13 m 11s | Provedeni tehnički pokusi. 6 orbita. |
| Mercury-Atlas 9    | Faith 7        | Atlas    | MA-9        | Cooper    | 15. svibnja 1963.  | 13:04 UTC          | 01d 10h 19 m 49s | Prvi Amerikanac u cijeli dan u svemiru. Posljednji Amerikanac sam u zemaljskoj orbiti. 22 orbite.                                                   |
| Mercury-Atlas 10   | Freedom 7-II   | Atlas    | MA-10       | Shepard   | N/A                | N/A                | N/A              | Planirana trodnevna misija za listopad 1963. Otkazana 13. lipnja 1963.                                                                              |
| Mercury-Atlas 11   |                | Atlas    | MA-11       | Grissom   | N/A                | N/A                | N/A              | Planirana jednodnevna misija za 1963. Otkazana listopada 1962.                                                                                      |
| Mercury-Atlas 12   |                | Atlas    | MA-12       | Schirra   | N/A                | N/A                | N/A              | Planirana jednodnevna misija za 1963. Otkazana listopada 1962.                                                                                      |

## Oznake letova
Letačke oznake (Flight patches) za koje se smatra da su oznake raznih misija Mercuryja na raspolaganju su javnosti. U stvarnosti, takve oznake su dizajnirali privatni poduzetnici dugo nakon dovršenja programa Mercury. Kada su posade kreirale originalne oznake za program Gemini, to je stvorilo potražnju za oznakama letova Mercuryja, što su zadovoljili privatni poduzetnici. Jedine oznake koje su nosili astronauti Mercuryja bile su NASA-in logotip i ime. Ipak, svaka letjelica Mercuryja s ljudskom posadom bila je dekorirana s oznakom leta, što su bile originalne oznake u programu Mercury.

## U popularnoj kulturi
Program Mercury, jedna je od glavnih tema filma Put u svemir (1983.) redatelja Philipa Kaufmana, snimljenog prema bestselleru Toma Wolfea. Epska drama, koja prati početke američke astronautike od obaranja zrakoplovnih brzinskih rekorda nad pustinjom Mojave tijekom programa "X", do prvih orbitalnih letova programa Mercury, nagrađena je s četiri Oscara i hvaljena kao jedan od najboljih američkih filmova 1980-ih.